# Stranger in Paradise (brano musicale)
Stranger in Paradise è un brano musicale tratto dal musical Kismet (1953), accreditato a Robert Wright  e George Forrest. Come quasi tutte le musiche di quello spettacolo, la melodia è stata adattata da musiche scritte dal compositore russo Alexandr Borodin (1833-1887), in questo caso dalle Danze polovesiane dell'opera Il Principe Igor (1890). La canzone nel musical è un duetto fra innamorati e descrive i sentimenti di trascendenza che l'amore porta a ciò che li circonda. Alla prima versione interpretata nella prima live performance del musical da Doretta Morrow e Richard Kiley il 17 agosto 1953, ne seguirono molte altre tra le quali spicca quella di Tony Bennett del novembre 1953.

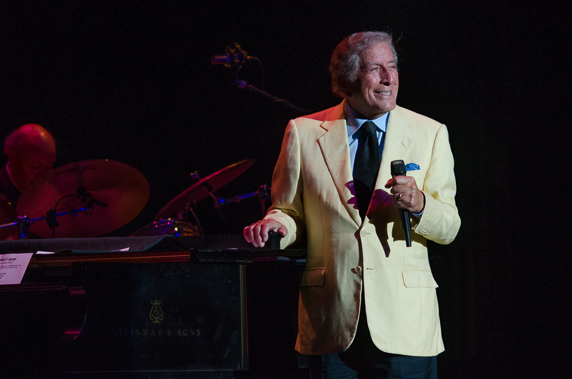
Tony Bennet realizzò la sua versione nel novembre 1953

## Cover di vari artisti
- Doretta Morrow e Richard Kiley (agosto 1953) – first live performance (in Kismet on Broadway)
- Vic Damone con l'orchestra di Richard Hayman (1953)
- Tony Bennett con Percy Faith e la sua orchestra (1953)
- Tony Martin con l'orchestra di Hugo Winterhalter (1953)
- Bing Crosby (1954)
- Ann Blyth e Vic Damone (1955)
- Johnny Mathis (1959)
- Caterina Valente con Werner Muller e la sua orchestra (1960)
- Billy Eckstine (1961)
- Della Reese (1962)
- Keely Smith (1962)
- Gordon MacRae e Dorothy Kirsten (1964)
- The Supremes (1966)
- Jerry Vale (1966)
- Jim Nabors (1967)
- Matt Monro (1967)
- The Bachelors (1967)
- Isaac Hayes (1977)
- Elaine Paige (1993)
- Neil Young (1993)
- Engelbert Humperdinck (1995)
- Jack Jones (1997)
- Petula Clark (1998)
- Sarah Brightman (2003)
- Tony Bennett con Andrea Bocelli (2011)
- Michael Ball e Alfie Boe (2017)